# Oblast Zjytomyr
De oblast Zjytomyr (Oekraïens: Житомирська область, Zjytomyrs’ka oblast’) is een tussen het noorden en westen van Oekraïne gelegen oblast, die grenst aan Wit-Rusland. De hoofdstad is de gelijknamige stad Zjytomyr.
De oblast ligt op het grensgebied tussen de historische landstreken Wolynië, Polesië, Podolië en het gebied rondom Kiev. Sinds de Tweede Poolse deling in 1793 heeft het gebied onafgebroken deel uitgemaakt van Rusland respectievelijk de Sovjet-Unie. Eerder was het onderdeel van het Pools-Litouwse Gemenebest, van het Groothertogdom Litouwen en (tot ca. 1400) van het Kievse Rijk.
De economie van de oblast bestaat vooral uit delving van graniet, land- en bosbouw, alsmede uit machinebouw. Delen van de oblast hebben zwaar te lijden gehad onder de kernramp in Tsjernobyl.
De grootste steden van de oblast zijn Zjytomyr (271.200), Berdytsjiv (83.300), Korosten (66.200) en Novohrad-Volynsky (54.900).